# Сейдиев, Чарыяр
Чары Сейдиев (11 августа 1962) — советский и туркменский футболист, тренер.

## Биография
Всю игровую карьеру провел в ашхабадском «Колхозчи/Копетдаге».
В советское время играл во второй лиге, а с 1992 — в высшей лиге чемпионата Туркменистана.
В 1992—1996 годах играл в сборной Туркменистана, был капитаном команды.
По окончании карьеры — футбольный функционер, был президентом ФК «Ниса» в начале 2000-х годов.
Сын Довран — профессиональный туркменский футболист, играл за ФК «Ниса»

## Статистика
| Сезон | Клуб     | Лига        | Чемпионат | Чемпионат |
| Сезон | Клуб     | Лига        | Игры      | Голы      |
| ----- | -------- | ----------- | --------- | --------- |
| 1984  | Колхозчи | Вторая лига | 10        | 0         |
| 1985  | Колхозчи | Вторая лига | 29        | 1         |
| 1986  | Копетдаг | Вторая лига | 29        | 0         |
| 1987  | Копетдаг | Вторая лига | 27        | 0         |
| 1988  | Копетдаг | Вторая лига | 28        | 1         |
| 1989  | Копетдаг | Вторая лига | 38        | 3         |
| 1990  | Копетдаг | Вторая лига | 28        | 0         |
| 1991  | Копетдаг | Вторая лига | 38        | 2         |
| 1992  | Копетдаг | Высшая лига | ?         | ?         |
| 1993  | Копетдаг | Высшая лига | ?         | ?         |
| 1994  | Копетдаг | Высшая лига | ?         | ?         |
| 1995  | Копетдаг | Высшая лига | ?         | ?         |
| 1996  | Копетдаг | Высшая лига | ?         | ?         |

## Достижения
- Многократный чемпион Туркменистана как игрок в составе «Копетдага» (1992—1995).